# 木村忠啓
木村 忠啓（きむら ちゅうけい、1961年 - ）は、日本のスポーツ時代小説家。

## 人物・経歴
東京都新宿区生まれ。
高校は千葉県にある全寮制の麗澤高等学校に通う。
学習院大学経済学部経済学科を卒業後、製袋メーカーへ入社。
会社勤務を続けながら執筆活動を開始し、2016年12月に『堀に吹く風』（単行本「慶応三年の水練侍」）で第８回朝日時代小説大賞を受賞しデビュー。
特技は弓道（4段）、趣味は水泳やプロレス観戦、B級居酒屋探訪など。

## 著書
- 『ぼくせん 幕末相撲異聞』朝日新聞出版社
- 『慶応三年の水練侍』朝日新聞出版社
- 『十返舎一九あすなろ道中事件帖 ～悪女のゆめ』双葉文庫
- 『十返舎一九あすなろ道中事件帖 ～銀色の猫』双葉文庫
- 『十返舎一九あすなろ道中事件帖 ～新月の夜』双葉文庫
- 『虹かかる』祥伝社文庫